# Baden (Ontario)
Baden ist eine Ortschaft in Ontario, welche nördlich von New Hamburg, nordwestlich von Kitchener, westlich von Waterloo und südwestlich von Elmira liegt. Der Ort gehört zur Gemeinde  Wilmot in der Regional Municipality of Waterloo. Die Entfernung von Toronto beträgt etwa 120 km.
In Baden steht das historische Schloss Kilbride, errichtet 1877 von James Livingston. Livingston war Unternehmer und Mitglied des kanadischen Unterhauses. Das Haus wurde von der Gemeinde Wilmot 1993 gekauft und für $ 6,2 Millionen wieder hergerichtet. Das Haus trägt den Namen von Livingstons Geburtsort in Schottland. Die Ortschaft wurde nach dem deutschen Baden-Baden benannt.
Bei Baden befinden sich die Sendeanlagen der in Kitchener beheimateten Radio- und Fernsehstation CKCO. 
Das Gebiet besteht vorwiegend aus Farmland, es gibt auch einige Nadelwälder in der Gegend.

## Weblinks

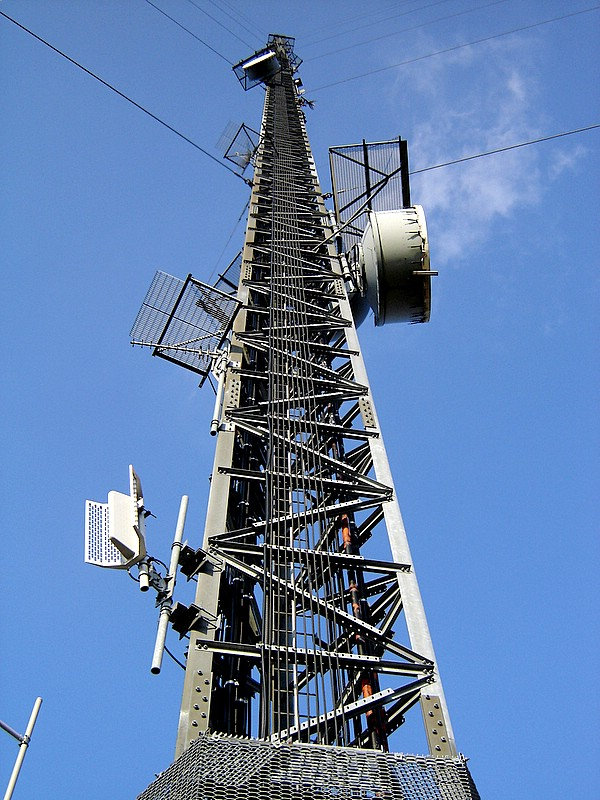
Sendeanlage der CKCO in Baden

## Persönlichkeiten
- Tyler Rorke (* 2003), Bahnradfahrer